# ジョン・メイトランド (初代ローダーデイル公)

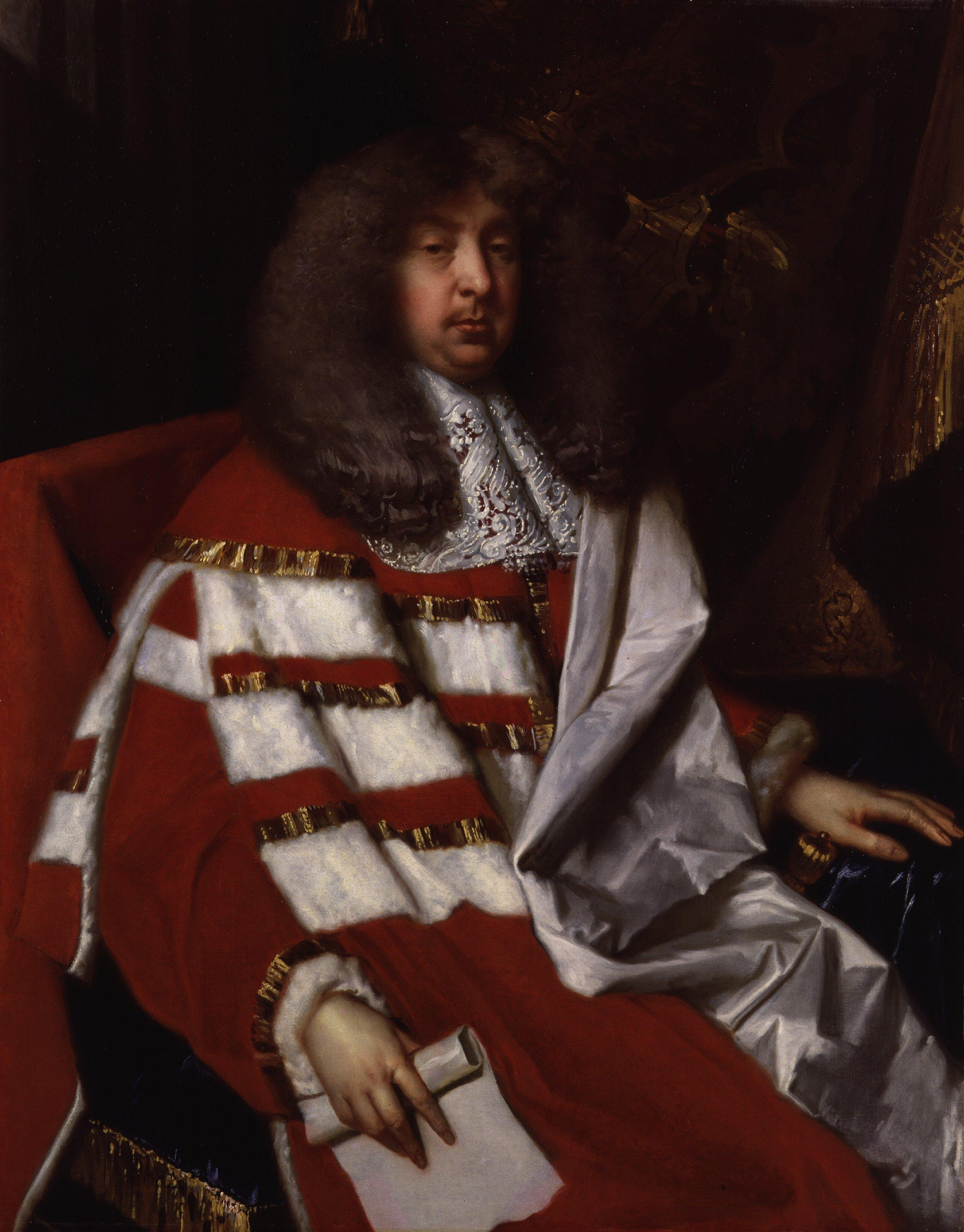
初代ローダーデイル公ジョン・メイトランド

初代ローダーデイル公ジョン・メイトランド（John Maitland, 1st Duke of Lauderdale, KG, PC, 1616年5月24日 - 1682年8月24日）は、清教徒革命（イングランド内戦）および王政復古期のスコットランドの貴族・政治家。イングランド王チャールズ2世に重用されてイングランド貴族に叙され、cabalの一員としてスコットランドを代理統治した。

## 生涯
1616年、初代ローダーデイル伯ジョン・メイトランドと初代ダンファームリン伯アレグザンダー・シートンの娘イサベルの長男としてレシントンで誕生した。1642年から第一次イングランド内戦が始まると、長老派を奉じ盟約派（カヴェナンター）として国民盟約を結びイングランド王チャールズ1世に抵抗、盟約が内部分裂を起こすと1643年にチャールズ1世と戦っていたイングランド議会（長期議会）と交渉して厳粛な同盟と契約を締結、王党派と議会派が死闘を繰り広げるイングランドで議会派に協力した。
しかし、翌1644年に王党派からイングランド枢密院とスコットランド枢密院両方に議席を与えられ王党派に寝返り、1645年に爵位を継いで第2代ローダーデイル伯となり、1646年にチャールズ1世がスコットランド軍に投降してからは王党派と交渉を行い、翌1647年にスコットランドの長老派保障と引き換えにした王党派の協力（和解契約）を取り付けた。しかし翌1648年に第二次イングランド内戦に敗れたチャールズ1世が議会派に引き渡され、1649年にチャールズ1世が議会派に処刑されると息子のチャールズ王太子に従いオランダへ亡命、1650年にチャールズと共にスコットランドへ戻りイングランド共和国に抗戦したが、1651年の第三次イングランド内戦でウスターの戦いに敗れると捕らえられロンドン塔へ投獄、1660年の王政復古まで釈放されなかった。
釈放された後は王政復古で即位したチャールズ2世からスコットランド大臣に任命され、スコットランド大法官のロシズ伯ジョン・レズリー（後に公爵）やセント・アンドルーズ主教ジェイムズ・シャープと共にスコットランドで権勢を振るった。1661年に開かれたスコットランド議会でチャールズ2世を教会の首長と宣言、スコットランドの宗教制度を長老制から監督制に切り替えさせイングランド支配の徹底を図り、反対派には拷問・罰金・監督制教会への強制入会で弾圧した（殺戮時代）。
また、1667年にcabalと呼ばれるチャールズ2世の側近集団が形成されるとその一員となり（他にクリフォード男爵、アーリントン伯、バッキンガム公、シャフツベリ伯）、1669年にスコットランド主席高等弁務官（国王代理）、1672年に公爵に叙爵されスコットランド枢密院議長も兼任、1674年にイングランド貴族のギルフォード伯にも叙爵されて頂点に達した。しかし、スコットランド西部のローランド地方では監督制への不満が高まり、1679年に長老制を重んじる盟約派の反乱が発生、シャープが反乱軍に殺されて反乱が拡大したためチャールズ2世に見限られ、チャールズ2世の庶子のモンマス公爵ジェイムズ・スコットとダンディー子爵ジョン・グラハムらが反乱を鎮圧、翌1680年に病気のため国王代理を辞任、チャールズ2世の弟のヨーク公ジェームズ（後のジェームズ2世）が後任の国王代理としてスコットランドへ赴任した。
辞任後は活動の場を与えられないまま2年後の1682年に66歳で死去。2回結婚していて、1632年にヒューム伯アレグザンダー・ヒュームの娘アンと結婚して一人娘メアリー（1645年 - 1702年）を儲け、1671年にアンが死去した後は翌1672年にディザート伯ウィリアム・マレーの娘エリザベスと再婚した。どちらの結婚でも息子が生まれなかったためローダーデイル公位とギルフォード伯位は消滅、残ったローダーデイル伯位は弟のチャールズ・メイトランドが継いだ。メアリーはツィードデール侯ジョン・ヘイと結婚した。